# Gyapjú

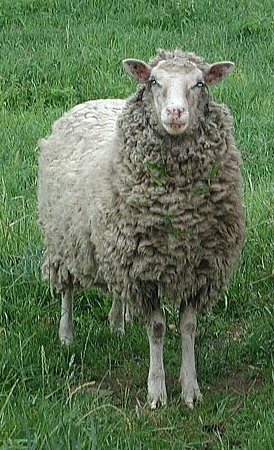
Juh

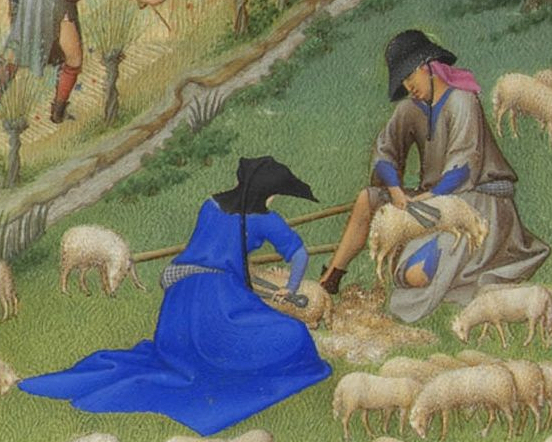
Birkanyírás a középkorban

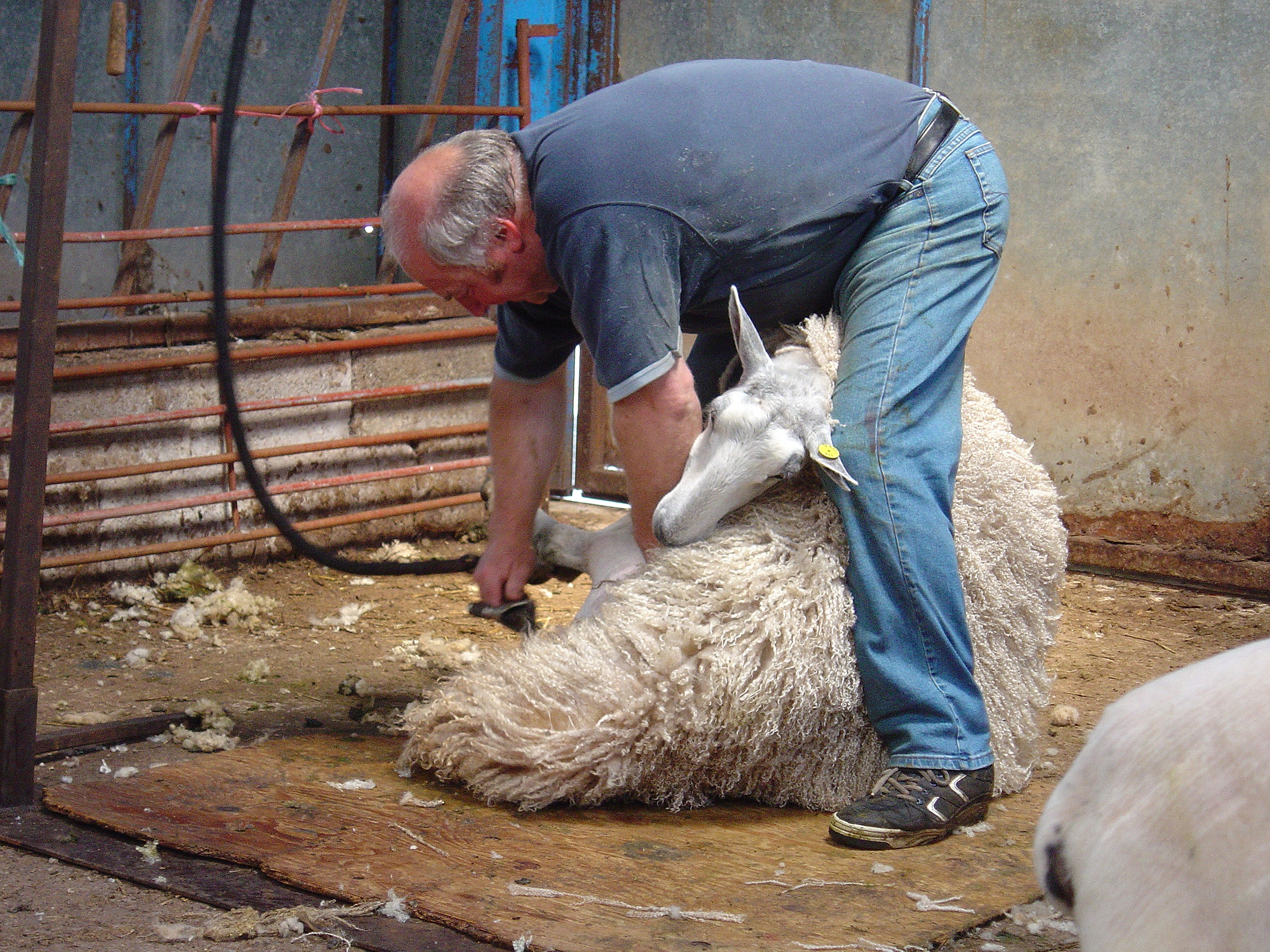
Birkanyírás napjainkban

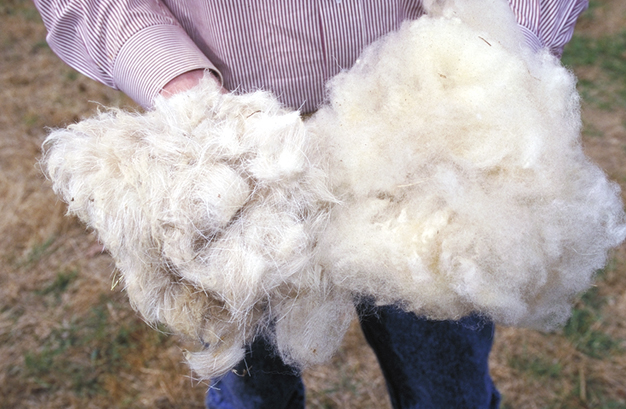
Hosszú és rövidszőrű gyapjú

A gyapjú a magyar nyelvben általában a juh testét borító, összefüggő bundát alkotó szőrzetet jelenti. Ritkábban egyes más állatok (például angórakecske, kasmírkecske) szőrzetét is nevezik gyapjúnak, de ilyen esetben mindig elé teszik az állat nevét (angóragyapjú, kasmírgyapjú).
A gyapjú – a hernyóselyem mellett – az egyik legfontosabb állati eredetű textilipari nyersanyag, noha a világ 74,7 millió tonna szálasanyag-termelésének mindössze 1,7%-át teszi ki (2006. évi adatok). Ez a mennyiség hosszú ideje nagyjából változatlan, mert a juhállomány és az egy-egy állatról lenyírható mennyiség gyakorlatilag állandó. A gyapjú jelentősége elsősorban a ruházkodásban és a lakástextíliák (takarók, szőnyegek, bútorkárpit-anyagok) körében nagy, ami főleg kiváló melegtartó képességének, puhaságának, rugalmasságának, kellemes tapintásának köszönhető. Ipari alkalmazása főként a nemezgyártásban számottevő (lásd bővebben a nemez és a műszaki nemez szócikkekben).
A juhot már a történelem előtti időkben háziasították. Ásatásoknál előkerült kődomborműveken látható, hogy i. e. 7000 évvel a juh már háziállat volt. A rézkorszakban (i. e. 3000–1500) Dél-Európában a juh és a muflon keresztezésével az úgynevezett rézjuh terjedt el, melynek bundája már kissé finomabb volt. Időszámításunk kezdetén Dél- és Közép-Európában a rézjuh és az Észak-Afrikából származott zsírfarkú juh keresztezésének eredménye volt a római juh.
Magyarországon a durvagyapjas parlagi juhfajtákat már régóta tenyésztették, finomabb gyapjút adó fajták tenyésztésével először 1666-ban próbálkoztak. 1773-ban hoztak be első ízben merinó-juhokat és ezek tenyésztése aztán széles körben megindult. Az 1870-es évekig Magyarország volt Európa legtöbb gyapjút termelő országa. A 19. század végén azonban, mint egész Európában, ez az ágazat hanyatlásnak indult, ami a tengerentúli gyapjútermelés fellendülésének volt következménye. A magyar gyapjú minőségben és választékban egyaránt jelentősen beszűkült. A tartási módból eredően (elsősorban a téli istállózott tartás miatt) tisztasága is elmarad az ausztrál gyapjúétól. Becslések szerint a magyar merinó gyapjú textilipari értéke alig haladja meg az ausztrál gyapjú hasonló értékének 60%-át. A juhtartás hasznosításából folyó árbevételből egy-egy állatra számítva csak mintegy 4,5% származik a gyapjúból (ezzel szemben a húsból 75%, a tejből 20,5%). Mindezek következtében a hazai gyapjútermelés erősen visszaesett, és mivel a hazai gyapjúfonó és gyapjúszövő ipar – a magyar textilipar általános visszafejlődésével párhuzamosan – a 21. század elejére gyakorlatilag teljesen megszűnt, a magyar gyapjút exportálják.

## Történeti áttekintés

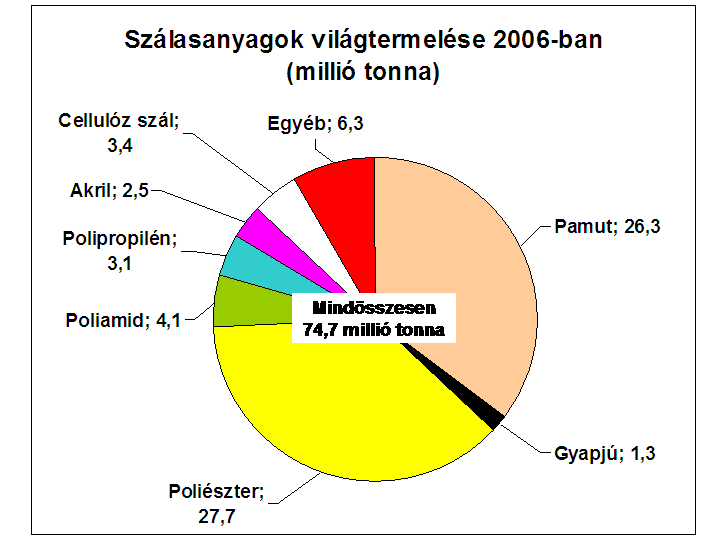

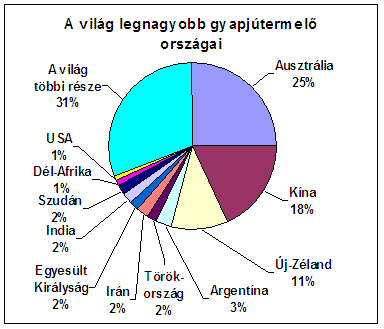

A ma élő juhfajták ősei a vadjuhok voltak, amelyek bundáját kétféle szál alkotta:
- a felszőr (hosszú, vastag szálak), amelyek az eső, hó ellen védtek, és
- a pehelyszőr (lágy, finom szőrszálak), amelyek a hideg ellen nyújtottak védelmet.

A juhot már a történelem előtti időkben háziasították. Ásatásoknál előkerült kődomborműveken látható, hogy i. e. 7000 évvel a juh már háziállat volt. A rézkorszakban (i. e. 3000–1500) Dél-Európában a juh és a muflon keresztezésével az ún. rézjuh terjedt el, melynek bundája már kissé finomabb volt. Időszámításunk kezdetén Dél- és Közép-Európában a rézjuh és az Észak-Afrikából származott zsírfarkú juh keresztezésének eredménye volt a római juh.
A felszőrök és pehelyszőrök együttes jelenléte már az ősidőkben is akadályozta a fonalkészítést, ezért a tenyésztés arra irányult, hogy a felszőrt az állat elveszítse és lehetőleg csak az egyöntetű pehelyszőre maradjon meg. Ezt két tenyésztési iránnyal oldották meg. Az egyiknek az eredménye a Spanyolországból származó merinó fajta, amelyen sikerült lágy, finomszálú, egyenletes bundát kapni, a másik irányú fejlődésben – egyes angliai fajtákon – a felszőr eltüntetésével párhuzamosan a pehelyszőr meghosszabbodott és erősebb szálú lett. A merinó-fajták ősei feltehetőleg Kis-Ázsiából kerültek a föníciaiak révén Hispániába, ott tenyésztették tovább őket.
XIV. Lajos francia király a Rambouillet (ejtsd: rambujjé) uradalomban a hasonló nevű fajta tenyésztését indította meg. Angliába 1791-ben vittek be merinó-juhokat, de az ottani éghajlat ezeknek nem kedvezett, ezért a helyi fajtákkal keresztezték azokat.
A finom gyapjas juhok tenyésztése nemcsak Európában, hanem Dél-Afrikában, Dél-Amerikában, Ausztráliában is megindult. A legrohamosabb fejlődés Ausztráliában volt tapasztalható, de ennek sajnálatos és szomorú eredménye volt az őslakosság kiirtása, hogy a juhok számára legelő területeket biztosítsanak.
A gyapjúnak a 20. században igen nagy versenytársai lettek egyes szintetikus szálasanyagok, mindenekelőtt a poliakrilnitril (röviden: akril), amelyből például hasonló karakterű kötöttáruk készíthetők, mint a gyapjúból. Manapság igen gyakran kevernek a gyapjúhoz poliakrilnitril- vagy poliészter-szálakat, mert ezek révén a késztermék kezelése sokkal könnyebbé válik (kevésbé gyűrődik és nem kell vasalni).
Magyarországon a durvagyapjas parlagi juhfajtákat már régóta tenyésztették, finomabb gyapjút adó fajták tenyésztésével először 1666-ban próbálkoztak. 1773-ban hoztak be első ízben merinó-juhokat és ezek tenyésztése aztán széles körben megindult. Az 1870-es évekig Magyarország volt Európa legtöbb gyapjút termelő országa. A 19. század végén azonban, mint egész Európában, ez az ágazat hanyatlásnak indult, ami a tengerentúli gyapjútermelés fellendülésének volt következménye. A magyar gyapjú minőségben és választékban egyaránt jelentősen beszűkült. A tartási módból eredően (elsősorban a téli istállózott tartás miatt) tisztasága is elmarad az ausztrál gyapjúétól. Becslések szerint a magyar merinó gyapjú textilipari értéke alig haladja meg az ausztrál gyapjú hasonló értékének 60%-át. A juhtartás hasznosításából folyó árbevételből egy-egy állatra számítva csak mintegy 4,5% származik a gyapjúból (ezzel szemben a húsból 75%, a tejből 20,5%). Mindezek következtében a hazai gyapjútermelés erősen visszaesett és mivel a hazai gyapjúfonó és gyapjúszövő ipar – a magyar textilipar általános visszafejlődésével párhuzamosan – a 21. század elejére gyakorlatilag teljesen megszűnt, a magyar gyapjút exportálják.

## A gyapjúbunda és a gyapjúszál

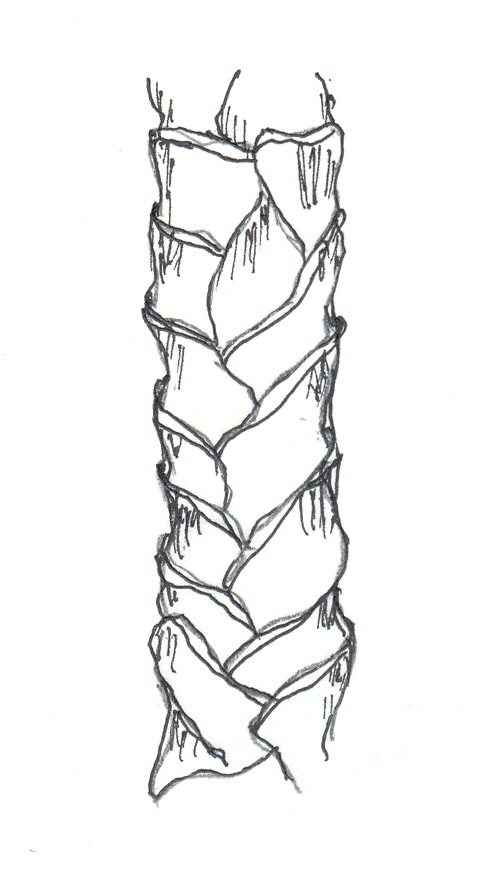
Gyapjúszál

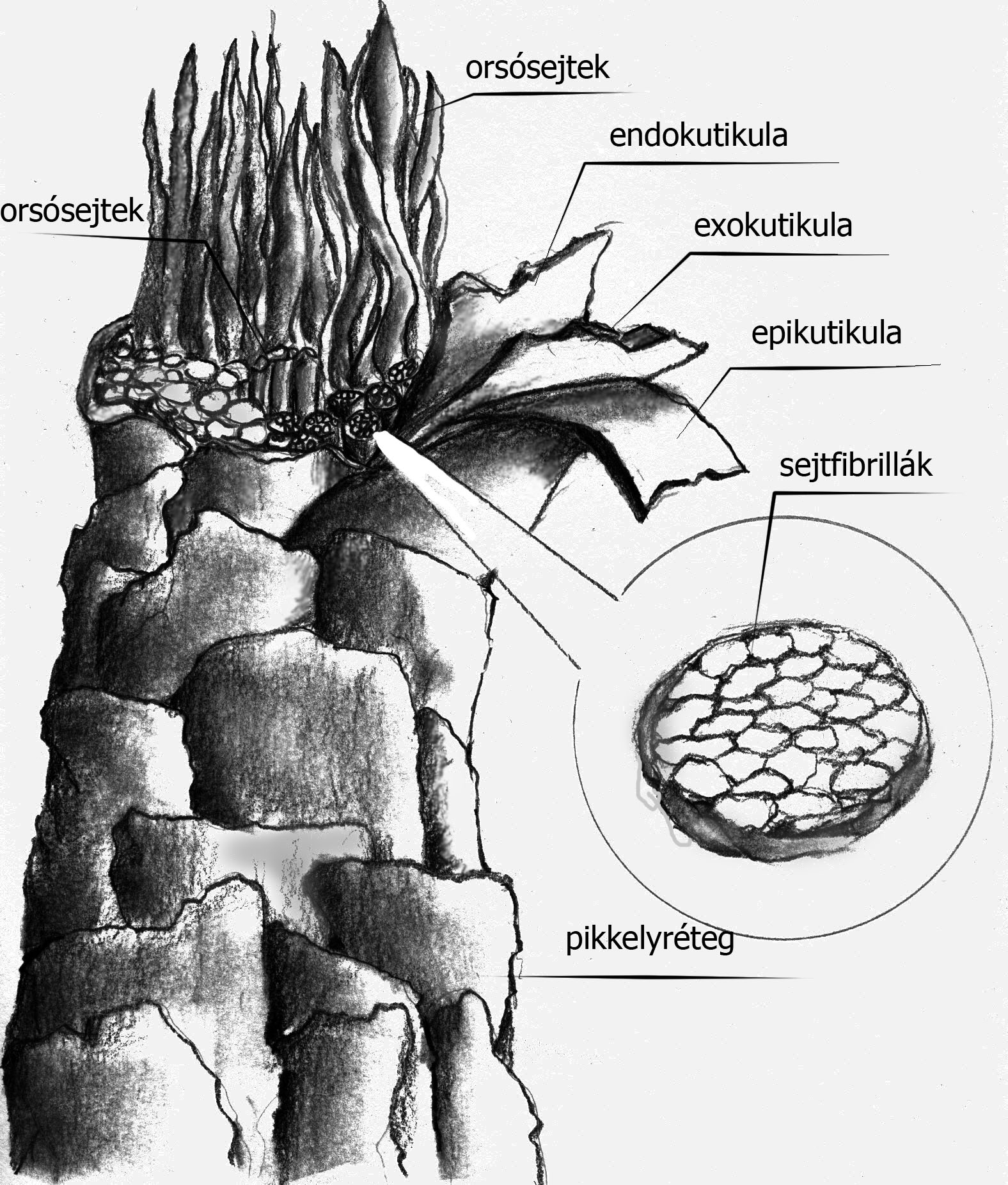
A gyapjúszál szerkezete

A gyapjú anyaga állati fehérje, túlnyomórészt aminosavakból felépülő keratin.
A gyapjúszálak az állat bőrén csoportosan (pászmákban) nőnek, több egymás melletti pászmát kötőszálak kapcsolnak össze és fürtöket alkotnak. Ezek a fürtök alkotják a gyapjúbunda építőelemeit. Egy állat bőrfelületén – a fajtától és az egyéb táplálkozási és környezeti tényezőktől függően – 16–130 millió szál van. A gyapjúszálak finomsága, hosszúsága, a lenyírható bunda tömege és az abból nyerhető tiszta gyapjúszál-mennyiség stb. a juhfajtától függ. Egy-egy állatról 3–10 kg gyapjú nyírható le, ennek 30–75%-a hasznosítható textilipari célra. (A fennmaradó rész főleg szennyeződés.) A szálak vastagsága 16–60 μm, a fürthosszúság 40–400 mm között változik, függően a juhfajtától és a bundában való elhelyezkedéstől is. Minél vékonyabbak a szálak, annál finomabb fonal készíthető belőlük. A legfinomabb a merinó fajták gyapja (16–30 μm), a leghosszabb szálú a cheviot (ejtsd: sevió) fajtáké (150–400 mm), a durva gyapjút adó juhok, például a racka fajták szálvastagsága 30–60 μm, fürthosszuk 200–300 mm. A fürthosszúság attól is függ, hogy évente csak egyszer vagy többször nyírták-e a juhokat. A többszöri nyírás a szőrszálak növekedését serkenti, ezért rövidebb, de nagyobb mennyiségű gyapjút eredményezhet.

## A gyapjú tulajdonságai

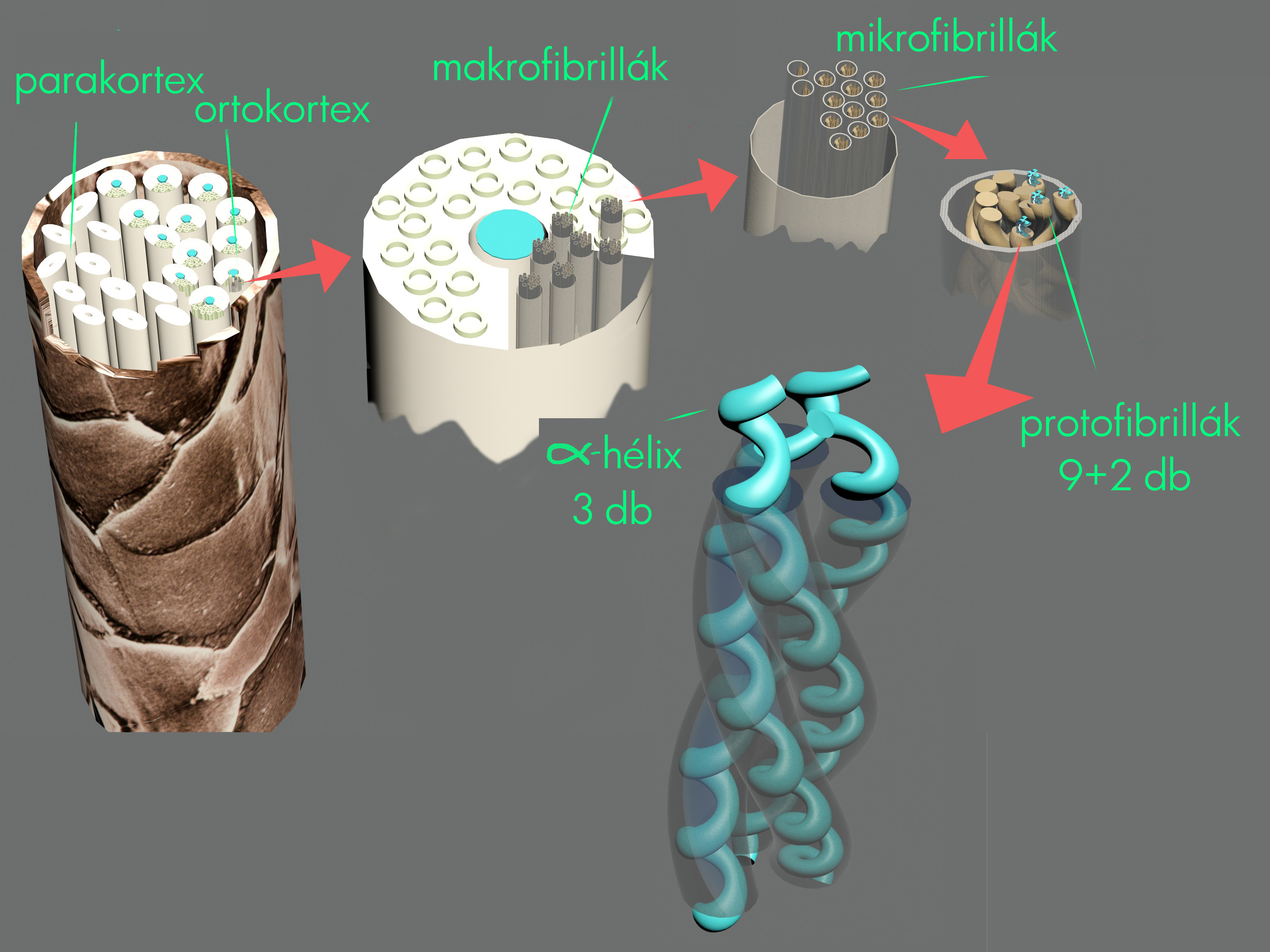
A gyapjúszál strukturális felépítése

A gyapjúszálak jellegzetes tulajdonsága, hogy felületük pikkelyes és a szálak hullámosak. A pikkelyes felületnek a nemezelődésnél van fontos szerepe, a hullámosság a fonhatóságot, a nemezelhetőséget, a gyapjúfonalak fedőképességét, a gyapjú meleg tapintását, a sok légzárvány következtében a gyapjúáruk melegtartó képességét befolyásolja nagyon kedvezően. Minél finomabbak a szálak, annál hullámosabbak is: a legfinomabb gyapjúszálakon 1 cm-re 10–13 ívelődés jut, a legdurvábbakon 4–5. A hullámosság folytán a szálak nagyon rugalmasak, a megnyújtott gyapjúszál a terhelés megszűnte után részben azonnal, részben kis idő múlva visszanyeri eredeti hosszát. Ha a terhelés rövid ideig tart, még 30%-os nyúlás esetén sem lép fel maradó alakváltozás.
A gyapjúszálak sűrűsége 1,32 g/cm³, nedvességfelvevő képessége 16% körül van. A gyapjú elég lassan nedvesedik, de lassan is szárad. Jó nedvszívó képességére az is jellemző, hogy még a nagy (akár 40%) nedvességtartalmú szálhalmaz is száraz tapintású, ami a ruházati felhasználásokban kedvező. A szakítóerejére utaló ún. szakítóhossz (ez az az elméleti szálhosszúság, amely alatt a szál saját súlya alatt elszakadna) 9–15 km (összehasonlításul: a nejlonszál szakítóhossza 40–60 km), szakadási nyúlása 30–50%.
A gyapjú igen rossz elektromos vezető és a feldolgozás folyamán könnyen feltöltődik sztatikus elektromossággal, ami nehezítené a fonóipari feldolgozását. Ezért a gyapjúfonodákban igen nagy relatív légnedvességet (70–80%) kell tartani, mert a levegőben levő víz elvezeti az elektromos töltéseket a szálakról és ez megkönnyíti a fonhatóságukat. (A későbbi felhasználásban a gyapjúban meglévő nedvességtartalom következtében a feltöltődés már nem okoz gondot.)
A napfény komoly károsodást okoz a gyapjún, mert anyaga elbomlik, ami szilárdságcsökkenést és elszíneződést okoz. (Emiatt például a juhok hátáról származó gyapjú kevésbé jó minőségű is.) Ugyancsak károsítják a gyapjút a lúgok és az oxidáló szerek. A híg savaknak jól ellenáll, de a tömény savak gyengítik. 100–105 °C-ig a hő nem károsítja, legfeljebb akkor, ha ez a hőmérséklet hosszú ideig hat rá. Meggyújtva a gyapjú jellemző szagot áraszt és göbösödve olvad, a lángból kivéve nem ég tovább.
Megfelelő fizikai feltételek (hő és nedvesség együttes hatása) mellett a gyapjú maradandóan alakíthatóvá válik, ezen alapul a vasalhatósága.
A penészgombák, baktériumok a gyapjút igen könnyen megtámadják. Legveszedelmesebb kártevője a molyhernyó (ruhamoly: Tineola biselliella, takácsmoly: Trichophaga tapetzella).

## A gyapjú feldolgozása

### Elsődleges megmunkálás

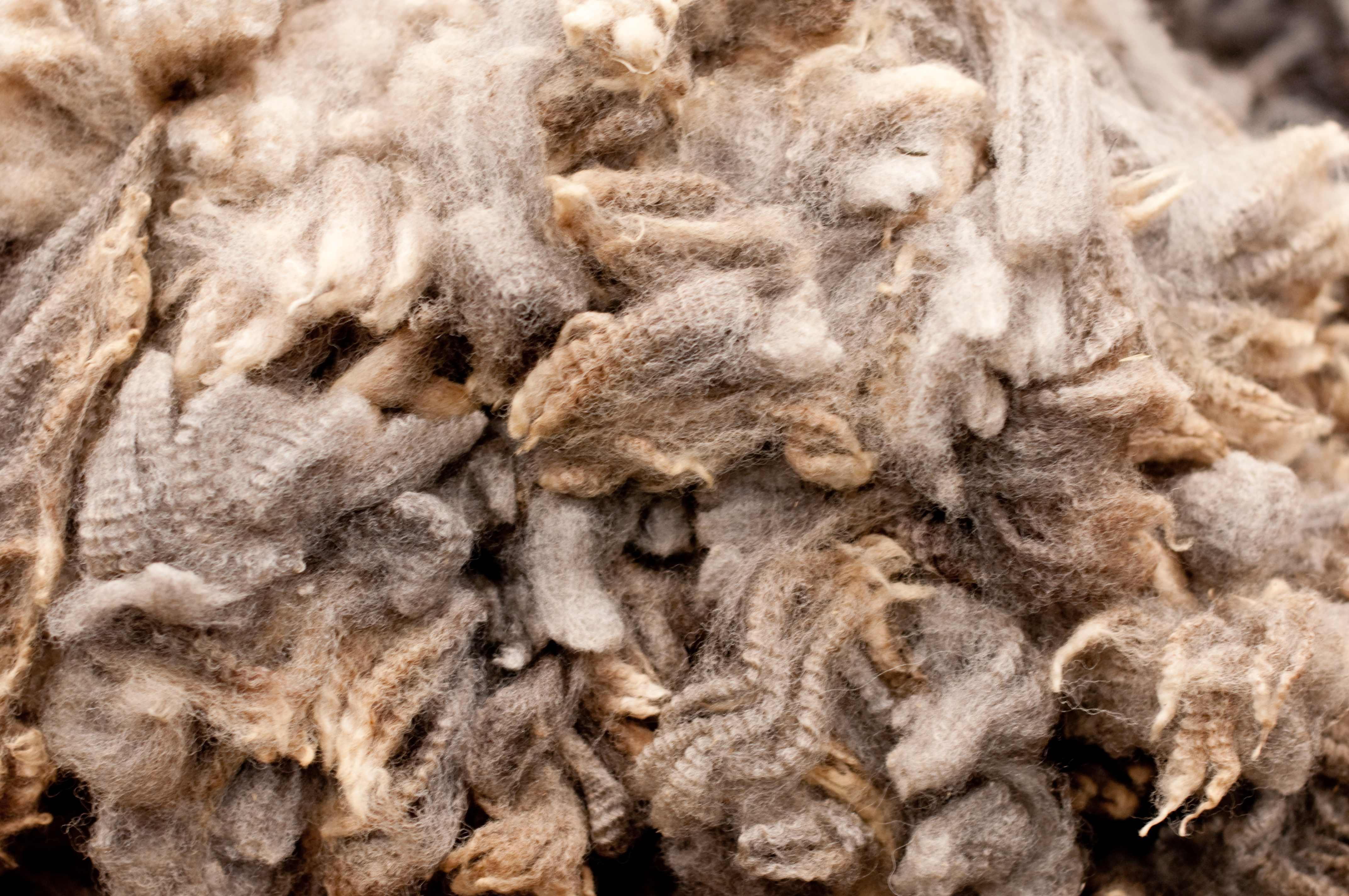
Frissen lenyírt gyapjú

A bunda az állaton nagy mennyiségű szennyezőanyagot tartalmaz, ezért a juhokat nyírás előtt sok esetben úsztatják vagy zuhanyozzák, bár ez az egészségükre káros lehet.
A lenyírt gyapjúbundát kezdetben összefüggő állapotban tartják, mert ez későbbi minőségi osztályozását megkönnyíti. A gyengébb minőségű (a lábról, fejről és a farokrészről származó) részeket, valamint a sárral és ürülékkel összetapadt fürtöket aztán leválasztják, majd az azonos minőségű bundákat összegöngyölve zsákokba csomagolják. Az osztályozás szubjektív alapon történik, ezért nagy szakértelmet igényel.

### Fonalgyártás
A fonodába bekerülő zsákolt gyapjúbundákat szétszedik és az azonos hosszúságú és vastagságú részeket szétválogatják. A bundát mechanikai és vegyi tisztításnak vetik alá. Az előbbivel a szálakra tapadt szilárd szennyeződéseket porolják ki, az utóbbival az oldható szennyeződéseket (zsírok, sók) és az általuk megkötött apró szennyeződéseket távolítják el lúgos közegben történő mosószeres mosással, a gyapjúzsír elszappanosításával, illetve emulgeálásával, vagy oldószeres kioldásával. A gyapjú növényi szennyezőanyagait (bogáncsok és más növénymaradványok) ásványi savas oldatban végzett áztatással kezelik, ezt követően szárítással a savat töményítik, majd az ún. "égetéssel" (100–105 °C-os szárítótérben) a cellulózt lebontják, elszenesítik (karbonizálás) és a maradványokat kiporolják.
A megtisztított, együttesen feldolgozni kívánt különböző fajtájú és színű gyapjútételeket gondosan összekeverik, esetleg hozzákeverve más szálasanyagokat is, és olajos emulzióval bepermetezik. Ez megkönnyíti a fürtök szétbontását az ezután következő bontás során, az ún. farkasológépen. Ennek a gépnek fogakkal borított hengerei szedik szét a nagyobb szálcsomókat. A csomók finomabb bontását kártolgépen végzik, ennek hengeri finom tűkkel vannak borítva, amelyek szétfésülik az összetapadt szálakat. A több fokozatban végzett kártolás biztosítja egyúttal a különböző hosszúságú, fajtájú és nyersanyagú szálak egyenletes keveredését is. Ezután következik a nyújtás, a fésülés, az előfonás és a végfonás, majd esetleg a cérnázás. (Lásd bővebben a fonás szócikkben.)

#### A legismertebb gyapjúfonal-fajták
- Bouclé (buklé) fonal: erősen sodrott, durva gyapjúból font fonal.
- Fésüsgyapjú (fésült gyapjú-) fonal: hosszú szálú, kevéssé ívelt gyapjúból készült szép, egyenletes fonal, amelyből a rövid szálakat a fonás során fésüléssel eltávolították.
- Homespun (ejtsd: hómszpan) fonal: vastag, durva, rendszerint színes gyapjúból font kártolt fonal, gyakran tépett fonalból gyártják. Az elnevezés (magyarul: otthon font) onnan ered, hogy a házilag, kézi fonással készített fonalhoz hasonlít.
- Kammgarn fonal: a fésült fonal német elnevezése.
- Kártolt fonal: rövid szálú gyapjúból, fésüskócból és esetleg tépett gyapjúhulladékból nyert szálak bekeverésével készített viszonylag vastag, bolyhos, egyenlőtlen fonal. Vastagabb szövetek készítésére használják.
- Lüszter-fonal: hosszú, finom, erősen fénylő gyapjúból készült fonal (a francia lustrer = fényesít szóból).
- Melange (melanzs) fonal: laza állapotban különböző színűre színezett gyapjúszálak keverékéből készült fonal. (A francia mélange = keverék szóból.)
- Mouliné (muliné) fonal: két különböző színű gyapjúfonal összesodrásával készített cérna.
- Shoddy (ejtsd: sodi) fonal: használt és feltépett gyapjúszövetekből és fésüsfonodai hulladékból készült fonal. (Az angol shoddy szó eredeti jelentése: gyenge minőségű.)
- Zefírfonal: laza sodratú, fésült gyapjúfonalakból készült, puha fogású gyapjúcérna, elsősorban kötöttáruk készítésére használják.

### Nemezkészítés

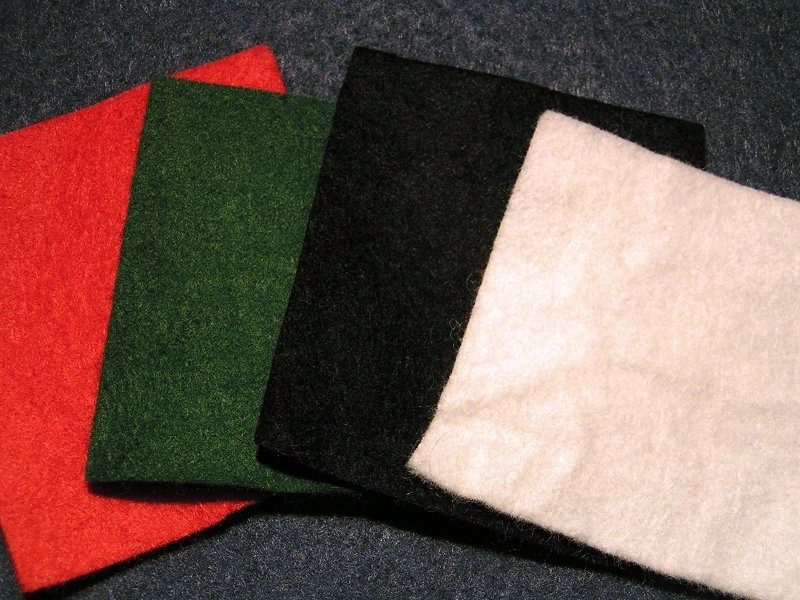
Nemezek különféle színekben

A gyapjúszálak egy sajátos feldolgozási művelete a nemezkészítés.
A juhgyapjúnak – és néhány más állat szőrének – fontos tulajdonsága, hogy nemezelhető, azaz megfelelő fizikai és vegyi feltételek mellett az összekuszált szálhalmaz mozgatás hatására összefüggő, tömör szerkezetté áll össze. Ez a nemez (népszerű, német eredetű szóval: filc). A gyapjú nemezelhetőségét elsősorban pikkelyes felületének, hullámosságának, hajlékonyságának, nyújthatóságának és rugalmasságának köszönheti. A pikkelyek éle egy irányban, a szál hegye felé mutat, emiatt a szálak mozgatásukkor gyakorlatilag csak a tövük irányában tudnak elmozdulni. Ez az egymás mellé ellentétes irányú helyzetbe kerülő szálak vándorlását idézi elő, miközben a szálak egymásba kulcsolódnak. Ezt a műveletet nemezelésnek, ványolásnak, kallózásnak nevezik.
Ezzel az eljárással a gyapjúból nemezlapokat állítanak elő a legkülönbözőbb ruházati, képző- és iparművészeti, valamint műszaki célokra, de ezt a jelenséget a gyapjúkelmék felületi kezelésére is felhasználják, hogy a kelme fedő- és melegtartó képességét ezzel növeljék. Így készül például a posztó.
A gyapjú nemezelődése azonban hátrányos is lehet, mert a gyapjúból készült ruházati termékek mosás közben – ahol lényegében a nemezelődést előidéző hatások állnak fenn – emiatt tömörödik, zsugorodik („összemegy”). Ezt a nemkívánatos jelenséget úgy küszöbölik ki, hogy a pikkelyeket vegyszeres kezeléssel elroncsolják vagy műgyantával befedik. Ezen alapul például a gyapjú „Superwash” kezelése, ami még a gyapjúáruk gépi mosását is lehetővé teszi. A speciális gyapjú-mosószerek szintén bevonatot alkotnak a szálakon, amelyek hatástalanítják a pikkelyek szálvándorlást előidéző hajlamát, vagy felpuhítják a pikkelyek alatti rétegeket és ezzel hasonló hatást érnek el.

### A gyapjúfeldolgozás másodlagos terméke
A nyers gyapjúból mosással eltávolított zsírt ipari (kozmetikai és gyógyszeripari) célra kivonják a mosóoldatból. Így nyerik a lanolint, ami voltaképpen tisztított gyapjúzsír.

## A gyapjú újrahasznosítása
Minthogy a gyapjú értékes textilipari nyersanyag, a tönkrement gyapjútermékeket igyekeznek újra hasznosítani. A 19. század elején kezdtek elterjedni azok a tépőgépek, amelyek alkalmasak a gyapjúfonalak és -kelmék (rongyok) feltépésére és ezzel olyan állapotba hozni a szálakat, hogy újra fonhatók legyenek, vagy legalább ún. nemszőtt textíliákat állíthassanak elő belőlük (amelyekben nem fonal formájában használják fel a szálakat). Ezeket a szálakat – amelyek természetesen általában sérültek – csak viszonylag kevésbé értékes termékek gyártásában szabad felhasználni, de különböző (többnyire 15–40%) mennyiségekben nagyon sokféle gyapjúáruban alkalmazásra találnak.

## Gyapjúmárkák

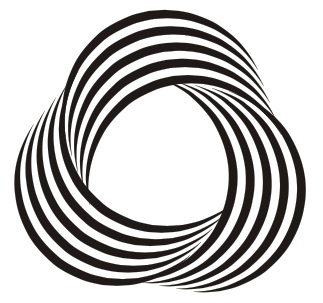
Gyapjú védjegy

A gyapjú nagyon értékes nyersanyag, amelynek jelentős világkereskedelme alakult ki. A legjobb minőségű gyapjúárukat különböző tanúsító védjegyekkel hozzák forgalomba. Ezeket eredetileg a Nemzetközi Gyapjú Titkárság (International Wool Secretary, IWS) alapította, ma a Woolmark Szövetségnél lehet igényelni.
A Woolmark Szövetség nemzetközi szervezet, amely különböző védjegyek alkalmazását engedélyezheti gyapjútermékeken, annak igazolására, hogy azok megfelelnek a szövetség által támasztott szigorú követelményeknek, amelyek betartását rendszeresen ellenőrzik is. A  úgynevezett gyapjú-védjegynek többféle változata van: eltérő ábrákat használnak a tiszta élőgyapjúból és a különböző gyapjú tartalmú keverékekből készült termékeknek.
„Tiszta élőgyapjú” megjelöléssel például csak azok a termékek forgalmazhatók, amelyek kizárólag élő állatról lenyírt, új (tehát nem újrahasznosított) és semmiféle, a gyapjúszálakra nézve káros kezelést nem kapott gyapjúból készülnek.